# Necocli Airport
Necocli Airport är en flygplats i Colombia.   Den ligger i departementet Antioquía, i den nordvästra delen av landet, 500 km nordväst om huvudstaden Bogotá. Necocli Airport ligger 42 meter över havet.
Terrängen runt Necocli Airport är platt. Havet är nära Necocli Airport åt sydväst. Runt Necocli Airport är det ganska glesbefolkat, med 29 invånare per kvadratkilometer. Närmaste större samhälle är Necoclí, 3,0 km söder om Necocli Airport. 